# Ceffondet
Der Ceffondet (manchmal auch Céffondet geschrieben) ist ein Fluss in Frankreich, der in der Region Grand Est verläuft. Er entspringt an der Gemeindegrenze von Beurville und Rizaucourt-Buchey, entwässert generell Richtung Nordnordwest  durch ein waldreiches Gebiet und mündet nach insgesamt rund 29 Kilometern im Gemeindegebiet von La Porte du Der als linker Nebenfluss in die Voire. Auf seinem Weg verläuft der Ceffondet hauptsächlich im Département Haute-Marne, tangiert bei Thil auf einer Länge von etwa fünf Kilometer auch das Département Aube.

## Orte am Fluss
(Reihenfolge in Fließrichtung)
- Beurville
- Thil
- Trémilly
- Thilleux
- Ceffonds
- Montier-en-Der, Gemeinde La Porte du Der